# Elternwille (Deutschland)
Als Elternwille wird die rechtsverbindliche Willenserklärung von Sorgeberechtigten minderjähriger Kinder und Jugendlicher bezeichnet, insbesondere in Fragen von deren Bildung und Ausbildung. Aber auch in anderen Bereichen stellt sich die Frage nach der Reichweite des Willens von Eltern und anderen Sorgeberechtigten, insbesondere im Zusammenhang mit der Gesundheit Minderjähriger.
Klärungsbedürftig sind im Zusammenhang mit dem Elternwillen:
- die Willensbildung zwischen Vater und Mutter eines Sohnes oder einer Tochter
- die Rechte des minderjährigen Kindes oder Jugendlichen gegenüber seinen Eltern sowie vor allem
- die Rechte der Eltern gegenüber dem Staat, insbesondere in seinen Rollen als Träger der Schulverwaltung und als Wächter über die Schulpflicht.

## Rechtliche Grundlagen
Im Grundgesetz regelt Art. 6 Abs. 2 Satz 1 
das Rechtsverhältnis zwischen Eltern, ihren minderjährigen Töchtern und Söhnen und dem Staat:
„Pflege und Erziehung der Kinder sind das natürliche Recht der Eltern und die zuvörderst ihnen obliegende Pflicht. Über ihre Betätigung wacht die staatliche Gemeinschaft.“
Im Rahmen des Dreiecksverhältnisses Minderjähriges Kind – Eltern – Staat bestimmt § 1626 BGB:
(1) Die Eltern haben die Pflicht und das Recht, für das minderjährige Kind zu sorgen (elterliche Sorge). Die elterliche Sorge umfasst die Sorge für die Person des Kindes (Personensorge) und das Vermögen des Kindes (Vermögenssorge).
(2) Bei der Pflege und Erziehung berücksichtigen die Eltern die wachsende Fähigkeit und das wachsende Bedürfnis des Kindes zu selbständigem verantwortungsbewusstem Handeln. Sie besprechen mit dem Kind, soweit es nach dessen Entwicklungsstand angezeigt ist, Fragen der elterlichen Sorge und streben Einvernehmen an.
Das Recht, einen Elternwillen gegenüber dem Staat (aber auch gegenüber dem Sohn oder der Tochter) juristisch geltend machen zu können, erlischt gemäß § 2 BGB mit seinem bzw. ihrem 18. Geburtstag, weil er bzw. sie an diesem Tag volljährig wird.
Art. 3 Abs. 1 der UN-Kinderrechtskonvention bestimmt: 
„Bei allen Maßnahmen, die Kinder betreffen, gleichviel ob sie von öffentlichen oder privaten Einrichtungen der sozialen Fürsorge, Gerichten, Verwaltungsbehörden oder Gesetzgebungsorganen getroffen werden, ist das Wohl des Kindes ein Gesichtspunkt, der vorrangig zu berücksichtigen ist.“
Das Bundesverfassungsgericht gewährt insbesondere den leiblichen Eltern eines Kindes einen Vertrauensvorschuss, indem es unterstellt, dass in aller Regel den Eltern das Wohl des Kindes mehr am Herzen liegt als irgendeiner anderen Person oder Institution.

## Bildungswesen
Im Hinblick auf Bildungsfragen bestimmt Art. 26 Abs. 2 Satz 2 der Allgemeinen Erklärung der Menschenrechte der Vereinten Nationen, beschlossen am 10. Dezember 1948:
„Die Eltern haben ein vorrangiges Recht, die Art der Bildung zu wählen, die ihren Kindern zuteil werden soll.“
Art. 7 Abs. 1 GG („Das gesamte Schulwesen steht unter der Aufsicht des Staates.“) räumt dem Staat einen selbständigen Bildungs- und Erziehungsauftrag ein, indem die Vorschrift Verfassungsrang erhält, dass alle Schulen einer staatlichen Schulaufsicht unterstellt werden müssen.

### Konflikte zwischen Eltern und der Schulverwaltung

#### Individuell passender Einschulungszeitpunkt
Beim Übergang von der Kindertagesstätte in die Grundschule sind zwei Aspekte zu berücksichtigen: erstens die Stichtagsregelung; sie bestimmt, ab welchem Alter Kinder im Regelfall eingeschult werden sollen, und wird vom jeweiligen Bundesland landesweit vorgegeben. Zweitens die Schulfähigkeit des Kindes; bei Abweichungen von der Stichtagsregelung können Eltern geltend machen, dass sie ihr Kind vorzeitig einschulen lassen oder dass sie es noch nicht in die Schule schicken wollen.
In den meisten Ländern beraten im Dissensfall Eltern mit Vertretern der abgebenden Kindertagesstätte, der aufnehmenden (zuständigen) Schule und dem vom zuständigen Gesundheitsamt bestellten Schularzt gemeinsam, welcher Zeitpunkt des Schulbeginns der für das einzelne Kind sinnvollste ist. Da ein Schulalltag lang und anstrengend sein kann, muss sichergestellt werden, dass die eingeschulten Kinder diese Anforderung kräftemäßig bewältigen können. Die Konzentrationsfähigkeit, das Verständnis von Symbolen, das Vermögen, Arbeitsaufträge umzusetzen, und eine altersangemessene Sprachentwicklung sind unter anderem Faktoren, die Aufschluss über die kognitive Reife eines Kindes geben. Außerdem ist auch die emotionale Stabilität, also der Umgang mit eigenen und fremden Gefühlen, die neugierige Lust am Lernen und die Fähigkeit zur Auseinandersetzung mit anderen Kindern notwendig, um den sozialen Anforderungen der Schule gewachsen zu sein. Kann die Frage nach der Einschulung oder Rückstellung eines Kindes nicht einvernehmlich gelöst werden, hat die Schulleitung das letzte Wort.
Rückstellungen von schulpflichtigen Kindern werden bundesweit nur noch im Ausnahmefall, zum Beispiel aus medizinischen Gründen, gestattet; aber Anträgen auf eine vorzeitige Einschulung wird immer öfter stattgegeben. Seit Kurzem zeigen sich Schulverwaltungen in einigen Ländern in Sachen Rückstellung Fünfjähriger großzügiger als früher.

#### Wahl der für das Kind geeigneten Schule
Dem Ausmaß der Entscheidungsfreiheit von Eltern, welche Schule ihre Tochter oder ihr Sohn besuchen soll, sind von Land zu Land verschieden weite Grenzen gesetzt. Das Bundesverfassungsgericht hat in einem 2009 verkündeten Urteil eine Sprengelpflicht ausdrücklich für verfassungsgemäß erklärt.
Bei Grundschulen soll überwiegend das Prinzip gelten: „Kurze Beine, kurze Wege“, d. h., dass Kinder möglichst die am nächsten von ihrer Wohnung gelegene Schule besuchen sollen und dass es eine relativ wohnungsnahe Schule geben soll. Probleme stellen in diesem Zusammenhang dar: 
- die Ausdünnung des Schulangebots auf dem Land aus demografischen Gründen[8]
- die Abweisung „Bekenntnisfremder“ in solchen Orten, in denen es Konfessionsschulen gibt, mit der Folge, dass sie relativ weite Schulwege zurücklegen müssen.[9]

In den meisten Ländern endet die Grundschulzeit nach Klasse 4. Danach besuchen Kinder entweder eine weiterführende Schule im zwei- bzw. dreigliedrigen System der Sekundarstufe I oder eine Gesamtschule, sofern eine solche in Wohnortnähe existiert (was nicht zwingend der Fall sein muss).
Unbenommen ist es den Eltern, ihre Tochter oder ihren Sohn auf einer Schule in freier Trägerschaft anzumelden. Hausunterricht wird in Deutschland nur ausnahmsweise genehmigt.
Ein heftiger Streitpunkt ist die Frage, ob Lehrer oder die Eltern darüber maßgeblich entscheiden sollen, welche Schulart ein Schulkind nach Beendigung seiner Grundschulzeit besuchen soll.
Hans Wocken forderte 2009: „Wer bei den Übergangsentscheidungen die Bildungs- und Chancengerechtigkeit mehren will, muss nach Möglichkeit die Eltern aus diesem Entscheidungsprozess heraushalten.“ Neuere Untersuchungen haben allerdings ergeben, dass das Eltern zugestandene Recht, über die Wahl der weiterführenden Schule entscheiden zu dürfen, die soziale Ungleichheit im Bildungssystem nicht verschärfe.
Im Übrigen stellt sich die Frage, ob die 1972 getroffenen Aussagen des Bundesverfassungsgerichts über die Rolle des Elternwillens ab dem fünften Schulbesuchsjahr ihres Kindes inzwischen überholt sind: „Die Entscheidung über den weiteren Bildungsweg des Kindes hat das Grundgesetz zunächst den Eltern als den natürlichen Sachwaltern für die Erziehung des Kindes belassen. Damit wird jedenfalls dem Grundsatz nach berücksichtigt, daß sich das Leben des Kindes nicht nur nach seiner ohnehin von den Umweltfaktoren weitgehend geprägten Bildungsfähigkeit und seinen Leistungsmöglichkeiten gestaltet, sondern daß hierfür auch die Interessen und Sozialvorstellungen der Familie von großer Bedeutung sind. Diese primäre Entscheidungszuständigkeit der Eltern beruht auf der Erwägung, daß die Interessen des Kindes am besten von den Eltern wahrgenommen werden. Dabei wird sogar die Möglichkeit in Kauf genommen, daß das Kind durch einen Entschluß der Eltern Nachteile erleidet, die im Rahmen einer nach objektiven Maßstäben betriebenen Begabtenauslese vielleicht vermieden werden könnten. Dieses Bestimmungsrecht der Eltern umfaßt auch die Befugnis, den von ihrem Kind einzuschlagenden Bildungsweg in der Schule frei zu wählen.“

#### Inklusionsgebot
1997 urteilte das Bundesverfassungsgericht, dass der zwangsweise Besuch einer Sonderschule durch ein körperbehindertes Mädchen und deren Ausschluss von einer gemeinsamen Beschulung mit nicht behinderten Kindern keinen Verstoß gegen Art. 3 Abs. 3 Satz 2 GG („Niemand darf wegen seiner Behinderung benachteiligt werden.“) darstelle; denn: „Die Überweisung eines behinderten Schülers an eine Sonderschule stellt nicht schon für sich eine verbotene Benachteiligung dar“.
2009 trat die Bundesrepublik Deutschland dem Übereinkommen über die Rechte von Menschen mit Behinderungen der Vereinten Nationen bei. Dieses gebietet in Art. 24:
Die Vertragsstaaten anerkennen das Recht von Menschen mit Behinderungen auf Bildung. Um dieses Recht ohne Diskriminierung und auf der Grundlage der Chancengleichheit zu verwirklichen, gewährleisten die Vertragsstaaten ein integratives [englisch: "inclusive"] Bildungssystem auf allen Ebenen und lebenslanges Lernen mit dem Ziel,
a) die menschlichen Möglichkeiten sowie das Bewusstsein der Würde und das Selbstwertgefühl des Menschen voll zur Entfaltung zu bringen und die Achtung vor den Menschenrechten, den Grundfreiheiten und der menschlichen Vielfalt zu stärken;
b) Menschen mit Behinderungen ihre Persönlichkeit, ihre Begabungen und ihre Kreativität sowie ihre geistigen und körperlichen Fähigkeiten voll zur Entfaltung bringen zu lassen;
c) Menschen mit Behinderungen zur wirklichen Teilhabe an einer freien Gesellschaft zu befähigen.
Menschenrechtler vertreten den Standpunkt, dass es ein Recht jedes Kindes auf Inklusion gebe. Dieses Recht sei ein Menschenrecht, das allen Menschen mit Behinderung von Natur aus zustehe und dessen Verwirklichung der Staat garantieren müsse. Selbst Eltern hätten nicht das Recht, ihren Kindern Menschenrechte vorzuenthalten. Das Deutsche Institut für Menschenrechte schlussfolgert hieraus: „Die Eltern haben bei der Ausübung der elterlichen Sorge den Leitgedanken der Inklusion zu beachten und ggf. zu erklären, warum sie keine inklusiven Bildungsangebote wahrnehmen.“
Hans Wocken interpretiert die Rechtslage dahingehend, dass es seit dem Inkrafttreten des UN-Übereinkommens eine Sonderschulpflicht nicht mehr geben könne, dass Eltern sich prinzipiell also nicht mehr darauf einlassen müssten, wenn die zuständige Schulverwaltung ihr Kind gegen ihren Willen auf eine Förderschule schicken wolle. Allerdings gebe es, so Wocken, auch keine Pflicht der Schulträger, alle Sonderschulen aufzulösen, anders als dies etwa die vom Niedersächsischen Sozialministerium berufene Fachkommission Inklusion sah, die 2016 lapidar forderte: „Alle Schülerinnen und Schüler besuchen die allgemeine Regelschule und werden von Lehrerinnen und Lehrern unterrichtet.“, eine Ansicht, der sich die niedersächsische Landesregierung nicht anschloss.
Allerdings wurde in Niedersachsen von der 2017 gebildeten Großen Koalition der Beschluss bestätigt, Förderschulen mit dem Schwerpunkt Lernen (früher „Schulen für Lernbehinderte“ genannt) bis 2028 vollständig abzuschaffen. Eine Option für Eltern der betroffenen Kinder und Jugendlichen, ihren Sohn oder ihre Tochter an einer Förderschule dieses Typs anzumelden, gibt es danach nicht mehr. Seit 2018 können Grundschüler in Niedersachsen nicht mehr an eine Förderschule mit dem Schwerpunkt Lernen überwiesen werden. 
Im Allgemeinen jedoch wird Eltern von Kindern mit einer Behinderung eine Wahlmöglichkeit zugestanden. Schulpflichtige mit einer Behinderung können demnach entweder eine Regelschule oder eine Förderschule besuchen. Die Möglichkeit zum Besuch einer Förderschule besteht auch in Niedersachsen bei Schulen mit einem anderen Schwerpunkt als dem des Lernens nach wie vor.

### Rolle der Schule bei der Berufswahlentscheidung
In Fragen des weiteren Werdegangs ihrer Tochter oder ihres Sohnes nach dem Verlassen der Schule legt das BGB den Eltern eine Kooperation insbesondere mit Lehrkräften im Interesse des Kindeswohls nahe: 
In Angelegenheiten der Ausbildung und des Berufs nehmen die Eltern insbesondere auf Eignung und Neigung des Kindes Rücksicht. Bestehen Zweifel, so soll der Rat eines Lehrers oder einer anderen geeigneten Person eingeholt werden. (§ 1631a BGB)
Zu berücksichtigen ist, dass Art. 12 Abs. 1 Satz 1 GG nicht lautet: „Alle volljährigen Deutschen haben das Recht, Beruf, Arbeitsplatz und Ausbildungsstätte frei zu wählen.“ Die Freiheit der Berufswahl ist vielmehr ein Bürgerrecht, das auch für Minderjährige gilt und das der deutsche Staat als Garant der Grundrechte seiner Bürger schützen muss. Folgerichtig dürfen Eltern bei Befolgung des § 1626 Abs. 2 BGB von ihren Plänen abweichende Berufspläne ihrer jugendlichen Kinder nicht ignorieren, zumal der junge Mensch ab seinem 18. Geburtstag ohnehin auf die Pläne seiner Eltern keine Rücksicht mehr nehmen müsste und eine ihm aufgezwungene Ausbildung abbrechen dürfte.
Nicht jede Entscheidung gegen den Kindeswillen oder auch die Begabung des Kindes rechtfertigt ein staatliches Einschreiten wegen einer Kindeswohlgefährdung im Sinne des § 1666 Abs. 2 und Abs. 3 BGB. Auch bei Einigkeit der beiden Eltern kann jedoch ein Gericht die Entscheidung der Eltern ersetzen, wenn die Bildungsentscheidung der Eltern nicht mehr den Interessen des Kindes dienen kann. Willkür oder böser Wille sind dafür nicht erforderlich.

### Prinzip des Schulfriedens
Das Bundesverwaltungsgericht definiert den Schulfrieden als Zustand der Konfliktfreiheit und -bewältigung, der einen ordnungsgemäßen Unterricht ermöglicht, damit der staatliche Bildungs- und Erziehungsauftrag verwirklicht werden kann.
Wichtig für eine konfliktarme Beziehung zwischen den Eltern einer Schule und der für sie zuständigen Schulverwaltung ist es, dass Letztere nicht wesentliche Interessen der Eltern in Entscheidungen unberücksichtigt lässt. Dies gilt insbesondere dann, wenn eine Schule geschlossen werden soll. Konfliktträchtig ist auch das Fehlen von Ganztagsangeboten für Schüler bestimmter Schulen. Einem an einem Schulfrieden interessierten Schulträger müsste in solchen Fällen daran gelegen sein, durch fortlaufende Gespräche mit Elternvertretern zu einer tragfähigen Lösung zu gelangen, sofern er die maßgebliche Entscheidungsinstanz ist. 
Möglicherweise ist aber auch die betreffende Landesregierung als für die Schulpolitik maßgebliche Instanz Auslöserin des Unfriedens, indem sie das Angebot an einer bestehenden Schulart ausdünnt oder aufhebt bzw. Eltern einen von ihnen gewünschten Schultyp nicht anbietet. Auch Änderungen des Stichtags für Einschulungen in der Grundschule und bei der Regel-Aufenthaltsdauer an Schulen (G 8 vs. G 9) sorgen für Unmut bei vielen Eltern.
Allen genannten Fällen ist gemeinsam, dass Politiker (Mit-)Verantwortung für die kritisierten Zustände tragen, so dass der Elternwille auch durch Hinweise auf eine bevorstehende Kommunal- oder Landtagswahl durchgesetzt werden kann.

## Gesundheitswesen
Gemäß Art. 2 Abs. 2 GG ist der Staat verpflichtet, das Recht auf Leben und körperliche Unversehrtheit der Menschen, die sich in seinem Einflussbereich aufhalten, zu garantieren. Das gilt auch für potenzielle Opfer der Impfmüdigkeit anderer. Zwar erfüllen im Prinzip medizinische Eingriffe durch Ärzte und anderes Personal im Gesundheitswesen den Straftatbestand der Körperverletzung nach § 223 bis § 231 StGB, wenn vor diesem Eingriff keine rechtskräftige Einverständniserklärung (bei Minderjährigen: der Personensorgeberechtigten) abgegeben wurde. Es stellt sich jedoch die Frage, in welchen Fällen Helfer medizinisch notwendige Eingriffe auch ohne Vorliegen einer solchen Erklärung vornehmen dürfen.

### Impfungen
Seit 1975 gibt es in der Bundesrepublik Deutschland keine Pflichtimpfungen mehr. Bis zu diesem Zeitpunkt waren Eltern verpflichtet, ihre minderjährigen Kinder gegen die Pocken impfen zu lassen. Heute haben also Eltern das Recht, ihre Kinder nicht impfen zu lassen.

#### Modellfall Masern
Da jedoch bei Krankheiten wie den Masern eine „Herdenimmunität“ erst dann gegeben ist, wenn mindestens 95 Prozent der Bevölkerung gegen Masern geimpft sind, und da der Verzicht auf eine Impfung gegen die Masern zu schwerwiegenden Schäden, im Extremfall sogar zum Tod führen kann, werden Stimmen laut, die in Deutschland nach dem Vorbild von Ländern wie Frankreich eine Impfpflicht gegen die Masern fordern. Nur so könne die Minderheit der Menschen geschützt werden, bei denen es eine Kontraindikation gegen die Masernimpfung gebe.

#### Regelung für den Eintritt in Kindertageseinrichtungen
Mit dem Inkrafttreten des Gesetzes zur Modernisierung der epidemiologischen Überwachung übertragbarer Krankheiten am 25. Juli 2017 wurde der Gesetzestext zu § 34 Absatz 10a Infektionsschutzgesetz (IfSG) wie folgt gefasst:
„Bei der Erstaufnahme in eine Kindertageseinrichtung haben die Personensorgeberechtigten gegenüber dieser einen schriftlichen Nachweis darüber zu erbringen, dass zeitnah vor der Aufnahme eine ärztliche Beratung in Bezug auf einen vollständigen, altersgemäßen, nach den Empfehlungen der Ständigen Impfkommission ausreichenden Impfschutz des Kindes erfolgt ist. Wenn der Nachweis nicht erbracht wird, benachrichtigt die Leitung der Kindertageseinrichtung das Gesundheitsamt, in dessen Bezirk sich die Einrichtung befindet, und übermittelt dem Gesundheitsamt personenbezogene Angaben. Das Gesundheitsamt kann die Personensorgeberechtigten zu einer Beratung laden. […]“
Wer als Personensorgeberechtigter den Nachweis nicht oder nicht rechtzeitig erbringt, begeht eine Ordnungswidrigkeit und kann mit einer Geldbuße belegt werden.

#### COVID-19-Pandemie
Am 27. Januar 2020 wurde der erste Fall einer Infektion mit dem Erreger SARS-CoV-2 in Deutschland gemeldet. Dieser Tag gilt als Beginn der COVID-19-Pandemie in Deutschland. Im Dezember 2020 konnte der erste Mensch in Deutschland gegen COVID-19 geimpft werden. Aufgrund des Konzepts der Impfpriorisierung war es bis weit in das Jahr 2021 hinein nicht möglich, Minderjährige gegen COVID-19 impfen zu lassen. Seit dem 7. Juni 2021 jedoch dürfen und können sich in Deutschland Jugendliche und Kinder ab 12 Jahren gegen SARS-CoV-2 impfen lassen. Die Ständige Impfkommission (STIKO) gab daraufhin die Empfehlung heraus, nur vorbelastete und solche Minderjährige impfen zu lassen, die mit vulnerablen Personen im selben Haushalt leben. Am 18. August 2021 sprach sich jedoch die STIKO für Impfungen für alle Jugendlichen und Kinder ab 12 Jahren gegen SARS-CoV-2 aus.
Seit dem 7. Juni 2021 und verstärkt seit dem 18. August 2021 sind Eltern von mindestens zwölf Jahre alten minderjährigen Schülern in Deutschland in der Verantwortung, die Frage zu entscheiden, ob ihre Kinder gegen COVID-19 geimpft werden sollen. Dabei sind die im folgenden Abschnitt angeführten Mitspracherechte einwilligungsfähiger Kinder und Jugendlicher zu berücksichtigen. 
Seit dem 18. August 2021 stellt sich insbesondere die Frage, ob es legitim sei, mobile Impfteams auf dem Gelände von Schulen tätig werden zu lassen. Gegner dieser Maßnahmen argumentierten, das Ausmaß des Drucks, der auf Schüler und deren Eltern durch diese Maßnahme ausgeübt werde, sei unakzeptabel.

### Ärztliche Behandlungen, Verschreibung von Medikamenten
In einem ersten Schritt muss ein Arzt klären, ob ein minderjähriger Patient einwilligungsfähig ist. Dies muss im Einzelfall geklärt werden. In der Regel ist davon auszugehen, dass Jugendliche einwilligungsfähig sind. Sie haben ggf. ein Vetorecht gegen geplante Maßnahmen, auch wenn beide Eltern diesen zustimmen. Bei Routinemaßnahmen und geringfügigen Eingriffen ist eine Einwilligung einwilligungsfähiger Minderjähriger ausreichend. Sind nicht ganz ungefährliche Behandlungsmaßnahmen vorgesehen, ist auch bei Jugendlichen eine Einwilligung der Personensorgeberechtigten erforderlich. Wenn beide Eltern sorgeberechtigt sind, müssen bei mittelschweren und schweren Eingriffen beide Sorgeberechtigte der Behandlung zustimmen.